# Herfabach
Der Herfabach ist ein 11,3 km langer, orographisch linker Nebenfluss der Werra an der nördlichen Nahtstelle der Rhön (Soisberger Kuppenrhön) zum Fulda-Werra-Bergland (Seulingswald) im osthessischen Landkreis Hersfeld-Rotenburg ("Waldhessen").
Er entspringt am östlichen Kernortsrand von Friedewald auf etwa 376 m Höhe und durchfließt den südöstlichen Seulingswald entlang der Landesstraße 3255 in östliche Richtungen, wo er zentral Herfa passiert und über den Herfagrund schließlich das Werratal bei Wölfershausen erreicht, um auf 216 m Höhe zu münden. Das entspricht einem mittleren Sohlgefälle von 14 ‰.

## Name
Der Ort Herfa  wird zwischen 779 und 802 (Herifa) erstmals schriftlich erwähnt. Der Name leitet sich möglicherweise vom germanischen Wort *harpa- mit der Bedeutung 'eingeschrumpft, trocken, rauh' ab.

## Einzugsgebiet und Zuflüsse
Das 40 km² große Einzugsgebiet des Herfabachs reicht nach Nordwesten unmittelbar bis an die Fulda-Werra-Wasserscheide, der hier die A 4 zwischen den Anschlüssen Friedewald und Hönebach folgt. Bedingt durch die Lage an der Leeseite von Rhön und Seulingswald fällt der mittlere Abfluss (MQ) im Vergleich zum Einzugsgebiet mit 245 l/s vergleichsweise gering aus.
Unmittelbar östlich Friedewalds wird der Quellbach linksseitig von einigen Bächen aus nördlichen Richtungen gespeist. Bei Herfa mündet von links das 6,6 km² Teileinzugsgebiet Langer Grund (GKZ 41522), in dem jedoch kein nennenswerter Bach verläuft.
Erst kurz vor der Mündung und unmittelbar nach Verlassen des Seulingswaldes mündet in Wölfershausen mit dem Eitzeröder Wasser (GKZ 41524; 3,9 km, 11,3 km²) der einzige wirklich nennenswerte Nebenbach von links. 